# Лапшова, Тамара Васильевна
Тамара Васильевна Лапшова, в девичестве — Лисицына (род. 1924) — советский передовик производства в станкостроительной и инструментальной промышленности, шлифовальщица Томского завода режущих инструментов Министерства станкостроительной и инструментальной промышленности СССР. Депутат Верховного Совета СССР 7-го созыва (1966—1970). Герой Социалистического Труда (1971).

## Биография
Родилась 12 мая 1924 года в селе Болшево Московской области из рабочей семьи.
С 1938 года после окончания неполной средней школы работала на Болшевской прядильной фабрике «1-е Мая». С 1941 года в начале Великой Отечественной войны летом и осенью участвовала в строительстве оборонительных сооружений.
В конце 1941 года была мобилизована в оборонную промышленность и направлена в город Томск на строительство Томского инструментального завода НКСТ СССР и после окончания строительства работала на этом заводе на различных должностях — шлифовщицей, контролёром технического контроля, затыловщицей, планировщицей и заточницей. Многократно награждалась как «победитель социалистического соревнования» и «ударник пятилеток». Была наставником для молодых рабочих — обучила на рабочем месте более пятидесяти человек.
8 августа 1966 года Указом Президиума Верховного Совета СССР «За отличие в труде» Тамара Васильевна Лапшова была награждена Орденом Ленина.
Досрочно выполнила личные социалистические обязательства и плановые производственные задания Восьмой пятилетки (1965—1970). Указом Президиума Верховного Совета СССР (неопубликованным) от 5 апреля 1971 года «за выдающиеся трудовые успехи, достигнутые в выполнении заданий пятилетнего плана, выпуск продукции высокого качества и активное участие в создании новой техники» удостоена звания Героя Социалистического Труда с вручением ордена Ленина и золотой медали Серп и Молот.
Помимо основной деятельности Т. В. Лапшова с 1966 по 1970 годы избиралась депутатом Верховного Совета СССР 7-го созыва (1966—1970). Бала так же депутатом Томского городского Совета депутатов трудящихся. Членом Томского областного комитета КПСС и членом бюро Кировского районного комитета КПСС города Томска. Членом Президиума Томского областного совета профсоюзов. С 1971 года — делегатом XXIV съезда КПСС.
В 1979 году вышла на пенсию. Жила в Томске. С 1989 года живёт в городе Мытищи.

## Награды
- Медаль «Серп и Молот» (5.04.1977)
- Орден Ленина (8.08.1966, 5.04.1977)
- Медаль «За доблестный труд в Великой Отечественной войне 1941—1945 гг.»